# Hollowayville, Illinois
Hollowayville là một làng thuộc quận Bureau, tiểu bang Illinois, Hoa Kỳ. 

## Lịch sử
Ngay phía tây của Hollowayville là Nhà thờ Tin lành Luther của Thánh John được thành lập vào năm 1849 bởi những người nhập cư Đức. 
Hollowayville là một trong những ngôi làng lâu đời nhất ở Quận Bureau. Đây là địa điểm trước đây của một mỏ than Hollowayville tự hào là một trong những nơi có mức thuế bán hàng thấp nhất của tiểu bang.

## Địa lý [ sửa nguồn ]
Hollowayville nằm ở 41°21′54″N 89°17′41″ W (41.364952, -89.294625). 
Theo điều tra dân số năm 2010, Hollowayville có tổng diện tích là 0,13 km²

## Nhân khẩu học
| Dân số lịch sử                      | Dân số lịch sử | Dân số lịch sử |
| Điều tra dân số                     | Bốp.           | % ±            |
| ----------------------------------- | -------------- | -------------- |
| 1880                                | 111            | -              |
| 1900                                | 207            | -              |
| 1910                                | 196            | −5,3%          |
| 1920                                | 107            | −45,4%         |
| Năm 1930                            | 104            | −2,8%          |
| 1940                                | 112            | 7,7%           |
| 1950                                | 89             | −20,5%         |
| 1960                                | 96             | 7,9%           |
| 1970                                | 94             | −2,1%          |
| 1980                                | 92             | −2,1%          |
| 1990                                | 37             | −59,8%         |
| 2000                                | 90             | 143,2%         |
| 2010                                | 84             | −6,7%          |
| Ước tính 2019                       | 86             | 2,4%           |
| Điều tra dân số hàng năm của Hoa Kỳ |                |                |

Theo điều tra dân số  năm 2010, có 84 nhân khẩu, 26 hộ gia đình và 24 dòng họ cư trú trong làng. Mật độ dân số là 649/km 2. Có 25 nhà ở với mật độ trung bình 192,3/km 2. Thành phần chủng tộc của làng là 92,9% Da trắng, 3,6% Da đen và 3,6% Một số chủng tộc khác. 1,2% dân số trong làng là người gốc Tây Ban Nha hoặc La tinh, đặc biệt là người Puerto Rico.
Có 26 hộ, trong đó 38,5% có con dưới 18 tuổi sống cùng, 84,6% là vợ chồng sống chung, 3,8% có chủ hộ là nữ không có chồng, 3,8% có chủ hộ là nam không có vợ. và 7,7% không thuộc gia đình. Quy mô hộ trung bình là 3,23 và quy mô gia đình trung bình là 3,29.
Trong làng, dân số được dàn trải, với 4,8% dưới 5 tuổi, 8,3% trong độ tuổi từ 5 đến 9, 9,5% từ 10 đến 14 tuổi, 4,8% trong độ tuổi từ 15 đến 19, 6,0. % trong độ tuổi từ 20 đến 24, 7,1% từ 25 đến 29, 4,8% từ 30 đến 34, 10,7% trong độ tuổi từ 35 đến 39, 7,1% từ 40 đến 44, 6,0 % trong độ tuổi từ 45 đến 49, 9,5% từ 50 đến 54, 3,6% từ 55 đến 59, 9,5% từ 60 đến 64, 2,4% từ 65 đến 69, 3,6 % trong độ tuổi từ 70 đến 74, 1,2% trong độ tuổi từ 75 đến 79, không có ai trong độ tuổi từ 80 đến 84 và 1,2% 85 tuổi trở lên. Tuổi trung bình là 37,7 tuổi. Đối với mỗi 100 nữ giới, có 127,0 nam giới. Cứ 100 nữ 18 tuổi trở lên, đã có 87,8 nam giới.
Thu nhập trung bình của một hộ gia đình trong làng là 73.125 đô la. Không một người nào và một gia đình nào sống dưới mức nghèo khổ.

## Dân số
Dân số qua các năm:
- Năm 2000: 90 người.
- Năm 2010: 84 người.